# Five Feet Apart
Five Feet Apart (bra: A Cinco Passos de Você; prt: A Distância Entre Nós) é um filme estadunidense do gênero romance, dirigido por Justin Baldoni e escrito por Mikki Daughtry e Tobias Iaconis. Ambos, junto à Rachel Lippincott, escreveram o livro de mesmo nome, que deu origem ao filme. O livro e filme foram inspirados no casal da vida real Dalton e Katie Prager e ambos sofriam de Fibrose Cística. O filme retrata a história de dois adolescentes com Fibrose Cística, uma doença muito rara causada nos pulmões, protagonizado por Stella (Haley Lu Richardson) e Will (Cole Sprouse). Os portadores de Fibrose Cística devem ficar com a distância de seis passos , e por isso, mesmo se amando, são obrigados a ficarem distantes um ao outro. Entretanto, ao decorrer do filme, Stella e Will acabam quebrando as regras. O filme foi lançado nos Estados Unidos no dia 15 de março de 2019, pela CBS Films. Recebeu avaliações mistas da crítica e arrecadou mais de 80 milhões de dólares mundialmente.

## Sinopse
Stella Grant é uma adolescente que tem quase dezessete anos e, após viver a maior parte de sua vida no hospital, encontra o charmoso Will Newman. Ambos têm fibrose cística. Ainda que haja paixão instantânea entre ambos, as condições de saúde não deixam que eles estejam lado a lado, e Stella tenta ajudar Will, que se opõe aos tratamentos médicos.

## Elenco
| Ator/Atriz              | Personagem         |
| ----------------------- | ------------------ |
| Haley Lu Richardson     | Stella Grant       |
| Cole Sprouse            | Will Newman        |
| Moisés Arias            | Poe Ramirez        |
| Kimberly Hebert Gregory | Enfermeira Barbara |
| Parminder Nagra         | Dr. Hamid          |
| Claire Forlani          | Meredith Newman    |
| Emily Baldoni           | Enfermeira Julie   |
| Cynthia Evans           | Erin Grant         |
| Gary Weeks              | Tom Grant          |
| Sophia Bernard          | Abby Grant         |
| Cecilia Leal            | Camila             |

## Produção
Em janeiro de 2017, Tobias Iaconis e Mikki Daughtry venderam seu roteiro sem título pra a CBS Films para Justin Baldoni produzir e dirigir.
Baldoni ficou envolvido pela primeira vez com a fibrose cística quando ele dirigiu o documentário My Last Days. Ele conheceu a Youtuber Claire Wineland e subsequentemente a contratou como consultora do filme, antes dela morrer por complicações com a FC.
Em janeiro de 2018, Cole Sprouse foi cotado para estrelar o filme, intitulado Five Feet Apart. Em abril de 2018, Haley Lu Richardson foi também cotada para estrelar, e Moisés Arias se juntou em um papel de apoio. A produção principal começou em maio de 2018 em Nova Orleans, Louisiana, e foi concluída um mês depois, no dia 26 de junho de 2018.
O título do filme refere-se à ‘’regra dos seis passos’’, uma instrução da Cystic Fibrosis Foundation que declara que pacientes com fibrose cística devem ser mantidos a pelo menos seis passos (2m) de distância um do outro, para diminuir o risco de infecção cruzada.
Uma romancização de mesmo nome, de Rachael Lippincott, foi publicada em novembro de 2018.
Brian Tyler & Breton Vivian compuseram a partitura musical. A trilha sonora foi lançada pela Lakeshore Records.

## Lançamento
O filme foi lançado no dia 15 de março de 2019 pela CBS Films e pela Lionsgate. O estúdio gastou US$ 12 milhões em impressões e propaganda.
Para o lançamento no Brasil, a Paris Filmes vendeu camisetas estilizadas para apoiar o Instituto Unidos Pela Vida.

## Recepção

### Bilheteria
Five Feet Apart arrecadou US$ 45 milhões nos Estados Unidos e Canadá, e US$34.4 milhões em outros territórios, com um total de US$ 80,1 milhões mundialmente, contra um orçamento de produção de US$7 milhões.
Nos Estados Unidos e Canadá, Five Feet Apart foi lançado juntamente com A Rebelião e Wonder_Park, e foi projetado para arrecadar de US$ 6 a US$ 10 milhões em 2.600 cinemas no fim de semana de estreia. O filme fez US$ 5 milhões em seu primeiro dia, incluindo US$ 715 mil das pré-estreias da noite de quinta feira. Continuou até a estreia de US$ 13,1 milhões, terminando em terceiro, atrás de Capitã Marvel e Wonder_Park. O filme caiu 35% em sua segunda semana, arrecadando US$ 8,5 milhões, e apenas 27% em sua terceira, arrecadando US$ 6,3 milhões.

### Crítica
No Rotten Tomatoes, o filme tem uma taxa de aprovação de 55% baseados em 112 avaliações, com uma avaliação média de 5.69/10. O consenso crítico do website diz: "Elevado consideravelmente pela atuação de Haley Lu Richardson, mas atolado por clichês, Five Feet Apart não toca corações tão habilmente quanto deveria." No Metacritic, o filme tem uma pontuação de 53/100, baseada em 26 críticas, indicando "avaliações mistas ou médias". O público pesquisado pelo CinemaScore deu ao filme uma nota média de "A", numa escala de A+ à F, enquanto espectadores do PostTrak deram ao filme 3,5/5.
Andrew Barker da Variety elogiou a performance de Richardson, que ele chamou de "rainha do show", embora tenha descrito o filme como um "romance adolescente estereotipado". Katie Walsh do Los Angeles Times aclamou Richardson pela profundidade e magnitude de sua performance. Caroline Siede do The A.V. Club elogiou a atuação dos papéis principais, mas disse "No final... nem mesmo Richardson e Sprouse conseguem superar totalmente o sentimentalismo desajeitado em torno deles".

### Resposta da Comunidade da Fibrose Cística
Respostas da comunidade da fibrose cística foram mistas. A Cystic Fibrosis Foundation deu as boas-vindas à oportunidade de aumentar a consciência em torno da luta que muitos pacientes experienciam com a doença, enquanto outros criticaram a representação de comportamentos medicamente perigosos. Outros demonstraram preocupação sobre uma doença terminal ser romantizada e banalizada como um instrumento de enredo para um filme adolescente de Hollywood. O filme foi promovido usando Instagram, onde o estúdio pagou influenciadores para postar sobre dificuldades envolvendo amor e distância física. Muitas das publicações se referiam à familiares que moram longe; considerou-se que a divulgação não trazia consciência e banalizava uma doença fatal. Após a consequente repercussão, a campanha foi retirada e o estúdio se desculpou.